# 2023-as Formula–1 abu-dzabi nagydíj
Az abu-dzabi nagydíj a 2023-as Formula–1 világbajnokság huszonkettedik, és egyben utolsó futama volt, amelyet 2023. november 24. és november 26. között rendeztek meg a Yas Marina Circuit versenypályán, Abu-Dzabiban.

## Választható keverékek
| Abroncs              | Friss | Használt |
| -------------------- | ----- | -------- |
| Kemény keverék (C3)  |       |          |
| Közepes keverék (C4) |       |          |
| Lágy keverék (C5)    |       |          |
| Átmeneti esőgumi (I) |       |          |
| Teljes esőgumi (W)   |       |          |

## 1. szabadedzés
Az abu-dzabi nagydíj első szabadedzését november 24-én, pénteken délelőtt tartották, magyar idő szerint 10:30-tól.
| helyezés | versenyző        | csapat/motor          | elért idő | különbség | futott kör |
| -------- | ---------------- | --------------------- | --------- | --------- | ---------- |
| 1        | George Russell   | Mercedes              | 1:26,072  |           | 26         |
| 2        | Felipe Drugovich | Aston Martin-Mercedes | 1:26,360  | +0,288    | 26         |
| 3        | Daniel Ricciardo | AlphaTauri-Honda RBPT | 1:26,433  | +0,361    | 26         |
| 4        | Valtteri Bottas  | Alfa Romeo-Ferrari    | 1:26,453  | +0,381    | 21         |
| 5        | Lance Stroll     | Aston Martin-Mercedes | 1:26,631  | +0,559    | 21         |
| 6        | Oscar Piastri    | McLaren-Mercedes      | 1:26,665  | +0,593    | 25         |
| 7        | Carlos Sainz Jr. | Ferrari               | 1:26,676  | +0,604    | 24         |
| 8        | Robert Svarcman  | Ferrari               | 1:26,703  | +0,631    | 25         |
| 9        | Pierre Gasly     | Alpine-Renault        | 1:26,720  | +0,648    | 26         |
| 10       | Cunoda Júki      | AlphaTauri-Honda RBPT | 1:26,725  | +0,653    | 27         |
| 11       | Logan Sargeant   | Williams-Mercedes     | 1:26,742  | +0,670    | 27         |
| 12       | Frederik Vesti   | Mercedes              | 1:26,815  | +0,743    | 27         |
| 13       | Jack Doohan      | Alpine-Renault        | 1:26,865  | +0,793    | 23         |
| 14       | Théo Pourchaire  | Alfa Romeo-Ferrari    | 1:27,093  | +1,021    | 20         |
| 15       | Pato O’Ward      | McLaren-Mercedes      | 1:27,114  | +1,042    | 23         |
| 16       | Jake Dennis      | Red Bull-Honda RBPT   | 1:27,208  | +1,136    | 24         |
| 17       | Isack Hadjar     | Red Bull-Honda RBPT   | 1:27,244  | +1,172    | 20         |
| 18       | Zak O’Sullivan   | Williams-Mercedes     | 1:27,460  | +1,388    | 28         |
| 19       | Kevin Magnussen  | Haas-Ferrari          | 1:27,462  | +1,390    | 26         |
| 20       | Oliver Bearman   | Haas-Ferrari          | 1:27,569  | +1,497    | 24         |

## 2. szabadedzés
Az abu-dzabi nagydíj második szabadedzését november 24-én, pénteken délután tartották, magyar idő szerint 14:00-tól.
| helyezés | versenyző        | csapat/motor          | elért idő | különbség | futott kör |
| -------- | ---------------- | --------------------- | --------- | --------- | ---------- |
| 1        | Charles Leclerc  | Ferrari               | 1:24,809  |           | 16         |
| 2        | Lando Norris     | McLaren-Mercedes      | 1:24,852  | +0,043    | 18         |
| 3        | Max Verstappen   | Red Bull-Honda RBPT   | 1:24,982  | +0,173    | 17         |
| 4        | Valtteri Bottas  | Alfa Romeo-Ferrari    | 1:25,024  | +0,215    | 16         |
| 5        | Sergio Pérez     | Red Bull-Honda RBPT   | 1:25,112  | +0,303    | 17         |
| 6        | George Russell   | Mercedes              | 1:25,122  | +0,313    | 17         |
| 7        | Csou Kuan-jü     | Alfa Romeo-Ferrari    | 1:25,223  | +0,414    | 18         |
| 8        | Lewis Hamilton   | Mercedes              | 1:25,315  | +0,506    | 16         |
| 9        | Pierre Gasly     | Alpine-Renault        | 1:25,321  | +0,512    | 15         |
| 10       | Oscar Piastri    | McLaren-Mercedes      | 1:25,361  | +0,552    | 18         |
| 11       | Fernando Alonso  | Aston Martin-Mercedes | 1:25,397  | +0,588    | 17         |
| 12       | Daniel Ricciardo | AlphaTauri-Honda RBPT | 1:25,467  | +0,658    | 16         |
| 13       | Lance Stroll     | Aston Martin-Mercedes | 1:25,492  | +0,683    | 17         |
| 14       | Esteban Ocon     | Alpine-Renault        | 1:25,566  | +0,757    | 17         |
| 15       | Cunoda Júki      | AlphaTauri-Honda RBPT | 1:25,669  | +0,860    | 17         |
| 16       | Alexander Albon  | Williams-Mercedes     | 1:26,081  | +1,272    | 20         |
| 17       | Kevin Magnussen  | Haas-Ferrari          | 1:26,413  | +1,604    | 18         |
| 18       | Logan Sargeant   | Williams-Mercedes     | 1:26,659  | +1,850    | 17         |
| 19       | Carlos Sainz Jr. | Ferrari               | 1:26,707  | +1,898    | 4          |
| 20       | Nico Hülkenberg  | Haas-Ferrari          | 1:27,147  | +2,338    | 7          |

## 3. szabadedzés
Az abu-dzabi nagydíj harmadik szabadedzését november 25-én, szombaton délelőtt tartották, magyar idő szerint 11:30-tól.
| helyezés | versenyző        | csapat/motor          | elért idő | különbség | futott kör |
| -------- | ---------------- | --------------------- | --------- | --------- | ---------- |
| 1        | George Russell   | Mercedes              | 1:24,418  |           | 14         |
| 2        | Lando Norris     | McLaren-Mercedes      | 1:24,513  | +0,095    | 16         |
| 3        | Oscar Piastri    | McLaren-Mercedes      | 1:24,810  | +0,392    | 16         |
| 4        | Alexander Albon  | Williams-Mercedes     | 1:24,929  | +0,511    | 17         |
| 5        | Charles Leclerc  | Ferrari               | 1:25,099  | +0,681    | 27         |
| 6        | Max Verstappen   | Red Bull-Honda RBPT   | 1:25,153  | +0,735    | 19         |
| 7        | Esteban Ocon     | Alpine-Renault        | 1:25,194  | +0,776    | 18         |
| 8        | Logan Sargeant   | Williams-Mercedes     | 1:25,205  | +0,787    | 17         |
| 9        | Cunoda Júki      | AlphaTauri-Honda RBPT | 1:25,222  | +0,804    | 15         |
| 10       | Csou Kuan-jü     | Alfa Romeo-Ferrari    | 1:25,258  | +0,840    | 23         |
| 11       | Sergio Pérez     | Red Bull-Honda RBPT   | 1:25,259  | +0,841    | 21         |
| 12       | Lewis Hamilton   | Mercedes              | 1:25,292  | +0,874    | 26         |
| 13       | Pierre Gasly     | Alpine-Renault        | 1:25,303  | +0,885    | 18         |
| 14       | Fernando Alonso  | Aston Martin-Mercedes | 1:25,343  | +0,925    | 25         |
| 15       | Lance Stroll     | Aston Martin-Mercedes | 1:25,405  | +0,987    | 24         |
| 16       | Valtteri Bottas  | Alfa Romeo-Ferrari    | 1:25,420  | +1,002    | 16         |
| 17       | Nico Hülkenberg  | Haas-Ferrari          | 1:25,584  | +1,166    | 22         |
| 18       | Daniel Ricciardo | AlphaTauri-Honda RBPT | 1:25,597  | +1,179    | 15         |
| 19       | Kevin Magnussen  | Haas-Ferrari          | 1:25,652  | +1,234    | 20         |
| 20       | Carlos Sainz Jr. | Ferrari               | 1:25,713  | +1,295    | 29         |

## Időmérő edzés
Az abu-dzabi nagydíj időmérő edzését november 25-én, szombaton délután tartották, magyar idő szerint 15:00-tól.
| helyezés              | rajtszám | versenyző        | csapat/motor          | 1. rész    | 2. rész  | 3. rész  | rajthely | futott kör |
| --------------------- | -------- | ---------------- | --------------------- | ---------- | -------- | -------- | -------- | ---------- |
| 1                     | 1        | Max Verstappen   | Red Bull-Honda RBPT   | 1:24,160   | 1:23,740 | 1:23,445 | 1        | 15         |
| 2                     | 16       | Charles Leclerc  | Ferrari               | 1:24,459   | 1:23,969 | 1:23,584 | 2        | 18         |
| 3                     | 81       | Oscar Piastri    | McLaren-Mercedes      | 1:24,487   | 1:24,278 | 1:23,782 | 3        | 17         |
| 4.                    | 63       | George Russell   | Mercedes              | 1:24,337   | 1:24,013 | 1:23,788 | 4        | 18         |
| 5.                    | 4        | Lando Norris     | McLaren-Mercedes      | 1:24,368   | 1:23,920 | 1:23,816 | 5        | 16         |
| 6.                    | 22       | Cunoda Júki      | AlphaTauri-Honda RBPT | 1:24,286   | 1:24,207 | 1:23,969 | 6        | 18         |
| 7.                    | 14       | Fernando Alonso  | Aston Martin-Mercedes | 1:24,501   | 1:24,131 | 1:24,084 | 7        | 18         |
| 8                     | 27       | Nico Hülkenberg  | Haas-Ferrari          | 1:24,425   | 1:24,213 | 1:24,108 | 8        | 18         |
| 9.                    | 11       | Sergio Pérez     | Red Bull-Honda RBPT   | 1:24,209   | 1:24,116 | 1:24,171 | 9        | 17         |
| 10.                   | 10       | Pierre Gasly     | Alpine-Renault        | 1:24,600   | 1:24,078 | 1:24,548 | 10       | 18         |
| 11.                   | 44       | Lewis Hamilton   | Mercedes              | 1:24,437   | 1:24,359 |          | 11       | 12         |
| 12.                   | 31       | Esteban Ocon     | Alpine-Renault        | 1:24,565   | 1:24,391 |          | 12       | 12         |
| 13.                   | 18       | Lance Stroll     | Aston Martin-Mercedes | 1:24,405   | 1:24,422 |          | 13       | 12         |
| 14.                   | 23       | Alexander Albon  | Williams-Mercedes     | 1:24,298   | 1:24,439 |          | 14       | 12         |
| 15.                   | 3        | Daniel Ricciardo | AlphaTauri-Honda RBPT | 1:24,461   | 1:24,442 |          | 15       | 12         |
| 16.                   | 55       | Carlos Sainz Jr. | Ferrari               | 1:24,738   |          |          | 16       | 6          |
| 17.                   | 20       | Kevin Magnussen  | Haas-Ferrari          | 1:24,764   |          |          | 17       | 6          |
| 18.                   | 77       | Valtteri Bottas  | Alfa Romeo-Ferrari    | 1:24,788   |          |          | 18       | 6          |
| 19.                   | 24       | Csou Kuan-jü     | Alfa Romeo-Ferrari    | 1:25,159   |          |          | 19       | 6          |
| 107%-os idő: 1:30,051 |          |                  |                       |            |          |          |          |            |
| —                     | 2        | Logan Sargeant   | Williams-Mercedes     | idő nélkül |          |          | 20       | 6          |

## Futam
Az abu-dzabi nagydíj versenyét november 26-án, vasárnap délután tartották, magyar idő szerint 14:00-tól.
| helyezés | rajtszám | versenyző        | csapat/motor          | futott kör | idő/kiesés oka | rajthely | pont  |
| -------- | -------- | ---------------- | --------------------- | ---------- | -------------- | -------- | ----- |
| 1        | 1        | Max Verstappen   | Red Bull-Honda RBPT   | 58         | 1:27:02,624    | 1        | 26[a] |
| 2        | 16       | Charles Leclerc  | Ferrari               | 58         | +17,993        | 2        | 18    |
| 3        | 63       | George Russell   | Mercedes              | 58         | +20,328        | 4        | 15    |
| 4        | 11       | Sergio Pérez     | Red Bull-Honda RBPT   | 58         | +21,453[b]     | 9        | 12    |
| 5        | 4        | Lando Norris     | McLaren-Mercedes      | 58         | +24,284        | 5        | 10    |
| 6        | 81       | Oscar Piastri    | McLaren-Mercedes      | 58         | +31,487        | 3        | 8     |
| 7        | 14       | Fernando Alonso  | Aston Martin-Mercedes | 58         | +39,512        | 7        | 6     |
| 8        | 22       | Cunoda Júki      | AlphaTauri-Honda RBPT | 58         | +43,088        | 6        | 4     |
| 9        | 44       | Lewis Hamilton   | Mercedes              | 58         | +44,424        | 11       | 2     |
| 10       | 18       | Lance Stroll     | Aston Martin-Mercedes | 58         | +55,632        | 13       | 1     |
| 11       | 3        | Daniel Ricciardo | AlphaTauri-Honda RBPT | 58         | +56,229        | 15       |       |
| 12       | 31       | Esteban Ocon     | Alpine-Renault        | 58         | +1:06,373      | 12       |       |
| 13       | 10       | Pierre Gasly     | Alpine-Renault        | 58         | +1:10,360      | 10       |       |
| 14       | 23       | Alexander Albon  | Williams-Mercedes     | 58         | +1:13,184      | 14       |       |
| 15       | 27       | Nico Hülkenberg  | Haas-Ferrari          | 58         | +1:23,696      | 8        |       |
| 16       | 6        | Logan Sargeant   | Williams-Mercedes     | 58         | +1:27,791      | 20       |       |
| 17       | 24       | Csou Kuan-jü     | Alfa Romeo-Ferrari    | 58         | +1:29,422      | 19       |       |
| 18[c]    | 55       | Carlos Sainz Jr. | Ferrari               | 57         | erőforrás      | 16       |       |
| 19       | 77       | Valtteri Bottas  | Alfa Romeo-Ferrari    | 57         | +1 kör         | 18       |       |
| 20       | 20       | Kevin Magnussen  | Haas-Ferrari          | 57         | +1 kör         | 17       |       |

Megjegyzések:
- ↑ a:  — Max Verstappen a helyezéséért járó pontok mellett a versenyben futott leggyorsabb körért további 1 pontot szerzett.
- ↑ b:  — Sergio Pérez eredetileg a 2. helyen ért célba, de utólag 5 másodperces időbüntetést kapott baleset okozásáért, ezzel visszacsúszott a 4. helyre.
- ↑ c:  — Carlos Sainz nem fejezte be a futamot, de helyezését értékelték, mivel a versenytáv több, mint 90%-át teljesítette.

## A világbajnokság végeredménye
| H   | Versenyzők       | Pont | H   | Konstruktőrök         | Pont |
| --- | ---------------- | ---- | --- | --------------------- | ---- |
| 1.  | Max Verstappen   | 575  | 1.  | Red Bull-Honda RBPT   | 860  |
| 2.  | Sergio Pérez     | 285  | 2.  | Mercedes              | 409  |
| 3.  | Lewis Hamilton   | 234  | 3.  | Ferrari               | 406  |
| 4.  | Fernando Alonso  | 206  | 4.  | McLaren-Mercedes      | 302  |
| 5.  | Charles Leclerc  | 206  | 5.  | Aston Martin-Mercedes | 280  |
| 6.  | Lando Norris     | 205  | 6.  | Alpine-Renault        | 120  |
| 7.  | Carlos Sainz Jr. | 200  | 7.  | Williams-Mercedes     | 28   |
| 8.  | George Russell   | 175  | 8.  | AlphaTauri-Honda RBPT | 25   |
| 9.  | Oscar Piastri    | 97   | 9.  | Alfa Romeo-Ferrari    | 16   |
| 10. | Lance Stroll     | 74   | 10. | Haas-Ferrari          | 12   |

(A teljes táblázat)

## Statisztikák
- Vezető helyen:
  - Max Verstappen: 52 kör (1–16 és 23–58)
  - Charles Leclerc: 1 kör (17)
  - Cunoda Júki: 5 kör (18-22)
- Max Verstappen 32. pole-pozíciója, 30. versenyben futott leggyorsabb köre és 54. futamgyőzelme, ezzel pedig 11. mesterhármasa.
- A Red Bull Racing 113. futamgyőzelme.
- Max Verstappen 98., Charles Leclerc 30., George Russell 11. dobogós helyezése.